# Novo doba (Split)
Novo doba su bile hrvatske dnevne novine iz Splita.
Izašle su prvi put 1918., a prestale izlaziti u proljeće 1941., nedugo nakon što je Split okupirala fašistička Italija. Uređivao ih je Vinko Kisić, a nakon njegove smrti 1928. godine uređivanje preuzima Vinko Brajević.
U prve poteze talijanske vlasti u Splitu spada gašenje Novog doba 23. travnja 1941. godine. Od njegovih su ureda, tiskare, papira i suradnika napravili nakon šest dana novi dnevnik San Marco koji je izlazio na hrvatskom i talijanskom jeziku.
Padom Italije i dolaskom Splita pod vlast NDH, Novo doba obnavlja rad. Prvo obnovljeno izdanje bilo je 3. listopada 1943. Za urednika Novog doba koje je izlazilo u tom vremenu ustaški režim postavio je Stjepana Vukušića.
Novine su do 1941. izlazile svakodnevno, a od ponovnog početka rada 1943. svaki dan osim ponedjeljka. 
Nakon oslobođenja Splita 22. listopada 1944. Novo doba prestaje izlaziti.